# 1002
Anul 1002 (MII) a fost un an obișnuit al calendarului iulian.

## Evenimente

### Europa

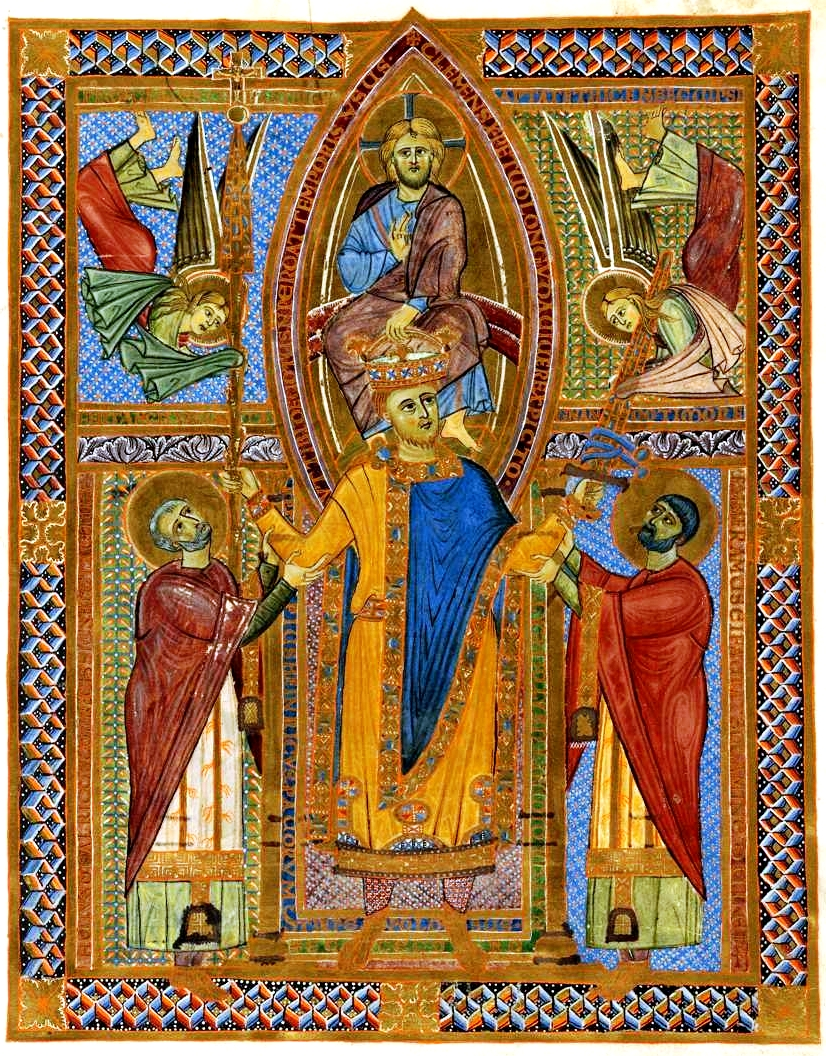
Heinrich II- imparat al Sfantului Imperiu Roman

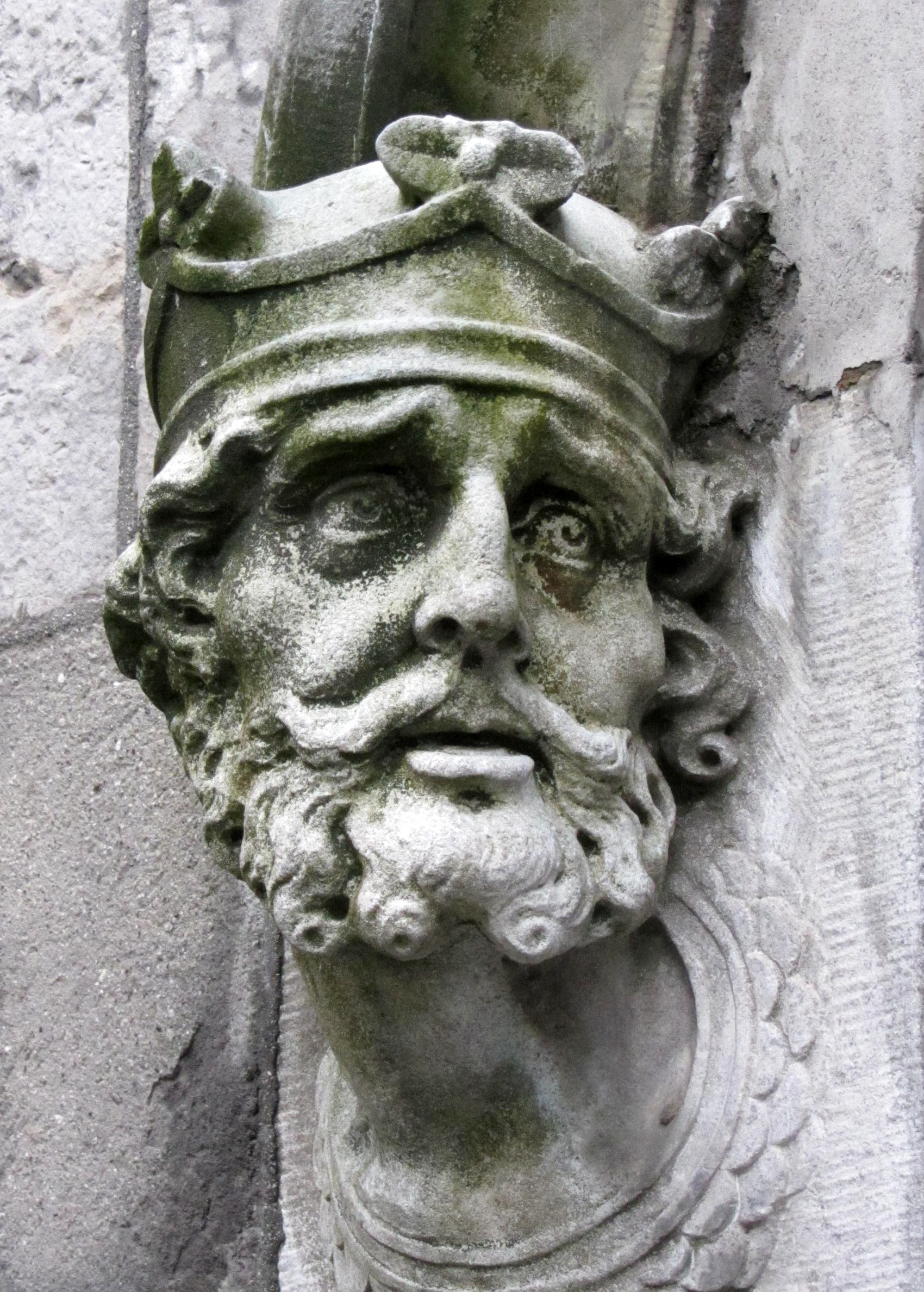
Brain Boru - regele Irlandei

- 24 ianuarie: Împăratul Otto III moare, la vârsta de 22 de ani, de variolă la Castelul Paterno (lângă Roma) după o domnie de 19 ani. Nu lasă niciun fiu și nici un frate supraviețuitor care să aiba acces,  prin drept ereditar, la tron. Otto este înmormântat în Catedrala din Aachen alături de trupul lui Carol cel Mare.
- 15 februarie: La o adunare la Pavia a nobililor lombarzi și a militilor secondi (nobilii minori), Arduin din Ivrea (nepotul fostului rege Berengar II) este readus în domeniile sale și încoronat ca rege al Italiei în Bazilica San Michele Maggiore. Arduin este susținut de Arnulf al II-lea, arhiepiscop de Milano.
- 7 iunie: Henric al II-lea, un văr al lui Otto al III-lea, este ales și încoronat drept rege al Germaniei de arhiepiscopul Willigis la Mainz. Henry nu recunoaște încoronarea lui Arduin. Otto din Worms își retrage nominalizarea la titlul de împărat al Sfântului Roman și primește Ducatul Carintiei (Austria modernă).
- 8 august: Al-Mansur moare după o domnie de 24 de ani și este succedat de fiul său Abd al-Malik al-Muzaffar în calitate de conducător (hajib) al califatului omeilor din Córdoba (Spania modernă).
- 15 octombrie: Henric I, duce de Burgundia, moare și este urmat de fiul său vitreg, Otto-William. El moștenește ducatul, acest lucru este contestat de regele Robert al II-lea (Cuviosul) al Franței.
- 13 noiembrie: Masacrul de Ziua Sf. Brice. Regele Æthelred al II-lea  ordonă uciderea tuturor danezilor din Anglia. Æthelred se căsătorește cu Emma (a doua soție), fiica ducelui Richard I de Normandia.

### Nedatate
- iunie: Frederick, arhiepiscop de Ravenna, este trimis ca legat imperial la Sinodul din Pöhlde, pentru a media între revendicările episcopului Bernward de Hildesheim și Willigis, privind controlul asupra abatului Gandersheim.
- iulie: Bătălia de la Calatañazor: armatele creștine conduse de Alfonso al V-lea din León, Sancho al III-lea din Pamplona și Sancho García al Castiliei, înfrâng saracenii invadatori sub comanda lui  Al-Mansur, conducătorul de facto al Al-Andalusului.
- Brian Boru, regele Leinsterului și al Munsterului, devine Înaltul Rege al Irlandei. După  depunerea lui Máel Sechnaill mac Domnaill de la tron, Brian Boru face o expediție în nord.
- Æthelred II aduce un omagiu lui Sweyn Forkbeard. El  face o plată masivă de 24.000 de kilograme argint drept tribut pentru a opri raidurile vikingilor împotriva Angliei.
- O revoltă organizată de nobilii boemi ai clanului rival Vršovci, îl obligă pe ducele Boleslaus al III-lea (Roșul) să fugă în Germania. El este succedat de Vladivoj (până în 1003).

### Asia
- Khalaf ibn Ahmad, emirul safarid al Sistanului (Iranul modern), este depus de la tron după o domnie de 39 de ani (dată aproximativă).

## Nașteri

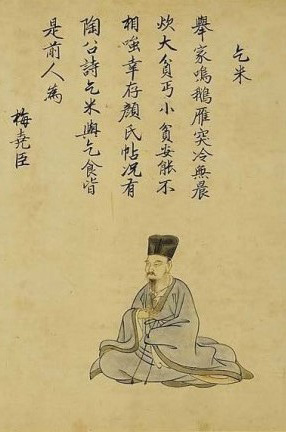
Mei Yaochen-poet chinez

- 10 mai: Al-Khatib al-Baghdadi, savant musulman (d. 1071)
- 21 iunie: Leon IX (n. Bruno d'Egisheim-Dadsburg), papă al Bisericii Catolice (d. 1054)
- Adolf al II-lea al Lotharingiei, nobil german (d. 1041)
- Alice din Normandia, contesă de Burgundia (d. 1038)
- Aristakes Lastivertsi, istoric armean (d. 1080)
- Mei Yaochen, poet al dinastiei Song (d. 1060)

## Decese
- 8 ianuarie: Wulfsige III, episcop de Sherborne (n. ?)
- 23 ianuarie: Otto III, împărat al Sfântului Imperiu Roman (n. 980)
- 23 aprilie: Æscwig, episcop de Dorchester (n. ?)
- 30 aprilie: Eckard I, margraf din Meissen (n. ?)
- 6 mai: Ealdwulf, arhiepiscop de York (n. ?)
- 8 august: Al-Mansur, vizir omayyad și conducător de facto (n. ?)
- 15 octombrie: Henric I, duce de Burgundia (n. 946)
- Atanasie al IV-lea, patriarhul sirian al Antiohiei (n. ?)
- Domonkos I, arhiepiscop de Esztergom (n. ?)
- Gisela, prințesă franceză (n. 989/990)
- Godfrey I (Prizonierul), nobil franc (n. ?)
- Ioan călugărul iberic, georgian (n. ?)
- Kisai Marvazi, autor și poet persan (n. 953)
- Pallig, căpitan danez din Devonshire (n. ?)
- Sa'id al-Dawla, emir Hamdanid din Alep (Siria), (n. ?)
- Sancho Ramírez, regele Viguera (n. ?)